# Fujiwara no Yoritada
Fujiwara no Yoritada va ser un noble de la cort a mitjans del període Heian.
Visió general

Com a fill gran de Fujiwara no Saneyori, el fundador de la línia Ononomiya del clan Fujiwara del Nord, va ascendir al càrrec de Canceller i Gran Ministre d'Estat. No obstant això, no va poder emparentar per matrimoni amb l'emperador, i la posició de regent va ser monopolitzada pel seu cosí, membre del llinatge Kujo, i els seus descendents no van aconseguir l'èxit.

## Biografia
Va néixer com el segon fill de Fujiwara no Saneyori i va ser adoptat inicialment pel seu oncle matern, Fujiwara no Yasutada. Al quart any de l'era Tenkei (941) durant el regnat de Suzaku, se li va concedir el rang de Cinquè Grau Júnior, i l'any següent (942) va ser nomenat Camarlenc. L'any 947, quan servia com a Uhyoe no suke, el seu germà gran Atsuyoshi va morir jove, i Yoritada es va convertir ràpidament en el fill gran de Saneyori, que llavors era el ministre de l'Esquerra creia que no hi havia cap problema amb Yoritada, que va ser adoptat per Yasutada, succeint a la seva família, la família Ononomiya.
El segon any de l'era Murakami (948), va ser nomenat al rang de Cinquè Grau Júnior Superior i al rang de Shosho (General Menor de la Guàrdia Dreta), i al sisè any de l'era Tenryaku (952), va ser ascendit a Cinquè Grau Júnior Inferior i al rang de Quart Júnior Inferior i Gonchujo durant la meitat de l'era de la Guàrdia Dreta de Murakami (955). va exercir com a vice-capità de la Guàrdia Dreta, i va ser ascendit constantment.
El 956 va ser ascendit a oficial mitjà esquerre provisional, i el 960 va ser ascendit a oficial superior de quart rang i gran dret, i durant la segona meitat de l'era Murakami, va servir com a oficial, i el 963, va ser nomenat conseller i classificat com a noble. Fins i tot després d'haver estat ascendit a conseller, va exercir com a cap de banquets d'esquerra i de dreta, i el seu mandat com a Benkan va durar 13 anys. Durant aquest període, va estar involucrat en el treball pràctic del Daijokan durant molt de temps, i va ser un moment en què va perfeccionar les seves habilitats com a noble que estava molt versat en la pràctica històrica i en qüestions pràctiques.
Mentrestant, dins de la Casa del Nord del clan Fujiwara, l'emperador Reizei, net directe del seu oncle Michiyori, va pujar al tron l'any 967, i Saneyori es va convertir en canceller (posteriorment regent) en lloc de Michiyori, que ja havia mort. L'any següent, 968, Yoritada, com a fill gran del regent, també va ser nomenat al rang de Tercer Grau Junior i Chunagon, i va deixar la seva posició com a benkan. Després de la mort de Saneyori l'any 970, el càrrec de regent va passar a Fujiwara no Koretada (del llinatge Kujo i cosí de Yoritada), que era parent directe pel matrimoni de l'emperador En'yu, però, Yoritada va continuar augmentant de rang, superant els de més alt rang Chunagon (Tachiwaragon i Gofuragon no Kanji) (Chunagon no Kanji); Dainagon visional), i també va ocupar el càrrec de Sakonoe no Taisho (líder de la Guàrdia Imperial Esquerra), i va ser nomenat Shosanmi (tercer rang superior) i Udaijin (ministre de la dreta) l'any següent, 971.
Quan Koretada va morir sobtadament l'any 972, Yoritada també va ser nomenat com un dels candidats al càrrec de regent. Inicialment, l'emperador En'yū tenia la intenció de nomenar Yoritada com a inspector en cap en lloc de nomenar un regent, i es diu que ho havia transmès a Yoritada. Al final, el càrrec de Nairan va ser donat al germà petit de Koretada, Fujiwara no Kanemichi (que més tard es va convertir en el regent), però Yoritada va servir com a cap del clan Fujiwara. L'any 974, quan Kanemichi es va convertir en el Gran Ministre d'Estat, Yoritada va cedir el càrrec de cap del clan Fujiwara a Kanemichi.
Kanemichi confiava més en Yoritada que no pas en el seu germà petit Kaneie, amb qui no estava en bones relacions, i els dos sovint es consultaven fins i tot sobre els més petits detalls dels afers governamentals. El desembre de 976, Kanemichi va nomenar Yoritada com a primer rang. Quan no es designava cap càrrec específic com a Ichinokami, era costum que el noble de la cort de més alt rang excloent el regent, en aquest cas el ministre d'Esquerra, Minamoto no Kaneaki, fes les funcions d'Ichinokami, però Kanemichi el va nomenar perquè temia la influència de Kaneaki, que era un membre molt respectat amb un cognom de la família imperial. L'abril de l'any següent (977), Kaneaki va ser restituït al seu títol de Príncep Imperial a petició de Kanemichi, i Yoritada va ser ascendit al càrrec vacant de Ministre d'Esquerra. Kanemichi tenia por que després de la seva mort, el càrrec de cap de la família regent fos ocupat per un descendent de Kaneie, així que volia que Yoritada fos el seu successor. El dia 2 d'agost d'aquell any es va celebrar l'acte d'investidura per reconèixer les aportacions fetes a la construcció del Palau Imperial, a causa del gran nombre de participants, l'acte va ser tan gran que va tardar fins l'endemà al matí, però, sota la supervisió de la magistrada Yoritada. A l'octubre del mateix any, Kanemichi, que estava greument malalt i en estat crític, es va obligar a anar al Palau Imperial i a realitzar la cerimònia final d'adjudicació de poders, essent digne del càrrec de regent, va cedir el càrrec a Kaneie, i a canvi, Yoritada li va treure l'important càrrec d'Ukon'e-taisho el mateix dia, el comandant de Yoritada va ser restaurat del clan Fujiwara. Poc després, Kanemichi va morir.
Tot i que Yoritada es va convertir en el regent, la seva debilitat era que no estava relacionat amb l'emperador per matrimoni. Segons l'"Okagami", fins i tot després de convertir-se en regent, Yoritada, que era "un foraster" (un parent per matrimoni), mai no portava vestits formals quan entrava al palau, sinó que sempre portava hakama de tela, i fins i tot a Seiryoden es va quedar a la sala del palau i va informar a l'emperador a través del seu camarlenc. A més, l'emperador Enyu, desitjós de governar per ell mateix, no va confiar tots els assumptes de govern a Yoritada, sinó que va fer que el ministre d'Esquerra, Minamoto no Masanobu, fes complir les funcions del seu càrrec de primer ministre, la qual cosa va provocar la dispersió del poder i una base política inestable. En aquesta situació, l'abril de 978, Yoritada va fer entrar a la Cort Imperial com a consort la seva filla, Junshi. D'altra banda, Kaneie feia temps que es trobava en una posició difícil, però va tornar a la Cort Imperial el juny del mateix any, i a l'agost va fer consort la seva filla, Senshi. A més, quan Yoritada va ser ascendit a Gran Ministre d'Estat a l'octubre, Kaneie va ser promogut a Ministre de Dret. El 982, Junshi va ser nomenada emperadriu vídua, però no va donar a llum un príncep imperial i va ser burlada pel públic com una "emperadriu engendrada". D'altra banda, Senshi va donar a llum el príncep Yasuhito, fent la situació encara més favorable per a Kaneie. Incapaç de cooperar ni amb Masanobu ni amb Kaneie, el poder polític de Yoritada com a regent era limitat, i amb el poder polític dividit entre l'emperador En'yu, Yoritada, Masanobu i Kaneie, la situació política es va estancar fins al punt que es va transmetre durant generacions ja que "la política de la cort estava en gran convulsió al final del regnat de l'emperador En'yu".
El 984, l'emperador En'yu va abdicar a l'emperador Kazan. Com que l'avi matern del nou emperador, Koretada, ja havia mort, Yoritada va romandre com a regent, però el príncep imperial Kazuhito va ser nomenat príncep hereu. Per esdevenir parent matern, Yoritada va organitzar que l'emperador Kazan tingués la seva dona, Ikuko, com a consort, però ella no va rebre el favor de l'emperador i ell no va poder tenir un príncep imperial. A més, l'addició de Fujiwara no Yoshikane (el cinquè fill de Koretada i l'oncle de l'emperador Kazan), que va ser seleccionat com a Chunagon provisional (conseller) per servir com a conseller del nou emperador malgrat la seva jove edat i així qualificat per convertir-se en un futur ministre i regent, va desestabilitzar encara més la posició de Yoritada. En aquesta situació, la fractura entre l'emperador, que intentava activament governar el país, i els seus consellers, Yoshikane i Yoritada, es va aprofundir, i en el "Reijo Fujisho" emès el 28 de desembre d'aquell any s'escrivia que "els ministres no haurien de rebre uns salaris més alts i no havien de ser denúncies i denúncies d'altres ministres de Yoshikane".
Kaneie volia que el príncep imperial Yasuhito pugés al tron, i el 986 va idear un pla per obligar l'emperador Kazan a abdicar i convertir-se en monjo (l'incident de Kanna). Quan el jove príncep imperial Yasuhito va pujar al tron (emperador Ichijo), el seu avi matern Kaneie va aconseguir el control complet de la política de la cort com a regent, i Yoritada va renunciar a la seva posició de Kanpaku. Tot i que va conservar el càrrec oficial de Gran Ministre, només es va convertir en un càrrec de protagonisme.
Va morir desesperat el 26 de juny de 989. Va morir als 66 anys. El seu darrer rang oficial va ser Daijo Daijin (Gran Ministre) Primer Grau Júnior. Després de la seva mort, se li va concedir el rang de Shoichii i el feu de la província de Suruga. El seu nom pòstum era Rengikō.

## Carrera oficial
Els que no tenen notes són de "Kugyo Bunin".
- Tenkei 4t any (941) 7 de gener: Cinquè rang júnior (Rang de clan)
- 13 de desembre de 942 (5è any de Tenkei)
- 24 d'abril de 943 (Tenkei 6): Ascensió al palau. 16 de setembre: Uheisa
- 7 de gener de 948 (Tenryaku 2): Cinquè rang júnior. 30 de gener: General de Divisió de la Guàrdia Dreta
- Tenryaku 3 (949) 24 de gener: Kane Bizennosuke {nota 2}
- 6è any de Tenryaku (952) 7 de gener: Shogoi (5è rang)
- 29è dia del primer mes de l'any 953 (Tenryaku 7): Tomo Bizennosuke[7]
- 13 de març de 954 (8è any de Tenryaku): Kaneyo Gonsuke[7]
- 7 de febrer de 955 (Tenryaku 9): quart rang júnior. 17 de febrer: Ascensió al palau. 24 de juliol: Vicecapità dret de la Guàrdia Imperial
- 24 de març de 956 (Tenryaku 10): Gonsa Chuben.
- 7 de gener de 960 (4t any de Tentoku): Júnior quart rang superior. 22 d'abril: Examinador en cap dret
- 4 de setembre de 963 (Owa 3): Esdevé conseller i ministre de Dret Nyogen.
- 23 de gener de 964 (4t any de l'era Owa): Kane Bizennokami
- 24 de desembre de 965 (Kanpo 2): Cap Kaneyoshi
- 7 de gener de 966 (Kōhō 3): classificat en quart rang júnior. 17 de setembre: Conseller en cap d'Esquerra
- 5 de febrer de 968 (5è any de Kōhō) {Nota 3}: Tercer rang júnior, Chunagon. 5 de setembre: el príncep hereu puja al palau. 8 d'octubre: Ascensió
- 7 de febrer de 969 (2n any d'Anwa): Kanezaemon no Kami. 11 de novembre: General de la Guàrdia Dreta
- 5 d'agost de 970 (primer any de Tenroku): Gon Dainagon i Sakon'e Taisho[7]
- 2 de novembre de 971 (Tenroku 2): Tercer Grau, Ministre de Dret. 8 de novembre: General Nyogen de la Guàrdia Esquerra
- 17 de setembre de 972 (Tenroku 3): El príncep hereu puja al palau. 17 de novembre: Cap del clan Fujiwara
- Tenroku Any 4 (973) 7 de gener,,.: Segon rang júnior
- 8 de febrer de 974 (Tenen 2): Cap del clan del tabac
- 22 de desembre de 976: el primer any de l'era Zhengyuan: una ordre al primer emperador de Meng per dur a terme afers diversos
- 24 d'abril de 977 (Teigen 2): Segon rang, ministre d'Esquerra. 25 d'abril: Comandant esquerre de la Guàrdia Nyogen. 13 de maig: Kanekurado betto. 11 d'octubre: Regent, cap del clan Fujiwara. [[3 de novembre]: Dimiteix com a general de la Guàrdia d'Esquerra. 5 de novembre: Espasa guardonada imperialment. 18 de novembre: Cotxe escoltant
- 2 d'octubre de 978 (3r any de l'era Teigen): primer ministre
- Tengen 2 (979) 3 de gener: Carruatge que escolta la vaca
- 7 de gener de 981 (Tengen 4): Primera categoria júnior
- 27 d'agost de 984 (2n any d'Eikan): Kanpaku (el dia que l'emperador va abdicar). 28 d'agost: Chohaiken
- 23 de juny de 986 (Kanwa 2): Cap del clan Fujiwara, Gran Ministre d'Estat, Nyogen
- 26 de juny de 989 (Eien 3): Mort (Gran Ministre d'Estat, Primer Grau Júnior). 20 de juliol: primer rang pòstum, feu de la província de Suruga, títol pòstum de Ren Gi-ko

## Genealogia
Els que no tenen notes són de Sonpi Bunmyaku.

- Pare: Fujiwara no Saneyori
- Mare: Filla de Fujiwara no Tokihira
- Pare adoptiu: Fujiwara Yasutada
- Esposa: princesa Genko (filla del príncep Yomei)
  - Fill gran: Fujiwara no Kinto (966-1041)
  - Segona filla [9]: Fujiwara Junshi (957-1017) - Emperadriu de l'emperador En'yu
  - Quarta filla [10]: Fujiwara no Kakushi (c. 968 [nota 4]-1035) - Emperadriu de l'emperador Kazan
- Esposa: filla d'Akisuke
  - Masculí: Fujiwara no Yorinori
- Nens amb mares biològiques desconegudes
  - Homes: el ien més petit (? -1051)
  - Filla gran: habitació de Shigenobu Minamoto

## Títols relacionats
- Drama de NHK Taiga "To You, the Shining One" (2024, interpretat per Jun Hashizume)